# Справа Трудової селянської партії
Справа Трудової селянської партії — політична справа, за якою репресовано групу економістів, учених, агрономів, заарештованих переважно 1930 і обвинувачених у «шкідництві» в сільському господарстві СРСР. В основу фабрикації справи, зокрема, було покладено свідчення осіб, обвинувачених в участі в «контрреволюційній організації в сільському господарстві України». «Контрреволюціонери» з України дали свідчення проти О.Чаянова, інших учених (О.Челінцева, М.Макарова, О.Фабриканта, Л.Юровського, О.Дояренка та ін.). Лідером «Трудової селянської партії» («ТСП») було названо колишнього директора Кон'юнктурного інституту при Наркоматі фінансів СРСР М.Кондратьєва, а колишнього директора Інституту с.-г. економіки О.Чаянова — її активним учасником. Серед репресованих по цій справі був також вчений-фітопатолог І. Г. Бейлін.
Фактично справа «ТСП» була потрібна її організаторам для того, щоб дискредитувати науковий доробок цих визначних учених та їхніх колег, які виступали проти «натискних» методів керівництва сільським господарством. Показово, що саму назву «Трудова селянська партія» було взято з надрукованої 1920 науково-фантастичної повісті О.Чаянова «Подорож мого брата Олексія до країни селянської утопії». На закритих судових процесах 1931, 1932 і 1935 особи, яким приписали участь у «ТСП», були засуджені до різних строків ув'язнення і заслання. Практично ніхто з них не пережив добу «єжовщини». 1987 визначеннями Військової колегії Верховного суду СРСР кримінальні справи стосовно осіб, обвинувачених в участі в «ТСП», припинено за відсутністю складу злочину і вони посмертно реабілітовані. Понад 1 тис. осіб, свого часу заарештованих як учасники «ТСП» на периферії, також було реабілітовано.